# La Terra di Mezzo: L'ombra di Mordor
La Terra di Mezzo: L'ombra di Mordor (Middle-earth: Shadow of Mordor) è un action RPG ispirato all'universo fantasy trattato nei romanzi di J. R. R. Tolkien, sviluppato da Monolith Productions e da Behaviour Interactive (che si è occupata del porting per PlayStation 3 e per Xbox 360) e pubblicato da Warner Bros. Interactive Entertainment.
Gli eventi del gioco, sebbene originali e non seguenti il canone tolkieniano, si potrebbero collocare poco dopo quelli de Lo Hobbit, precedendo i fatti de Il Signore degli Anelli. Il gioco è stato pubblicato per PlayStation 3, PlayStation 4, Xbox 360 e Xbox One e PC Windows. L'uscita del gioco è stata anticipata dal 7 ottobre 2014 al 30 settembre 2014 in Nord America e al 3 ottobre 2014 in Europa, mentre in Australia la data è rimasta quella dell'8 ottobre 2014. Il 4 marzo 2015 Feral Interactive annuncia il prossimo arrivo della versione per Linux, SteamOS e per macOS, rilasciato poi il 31 luglio 2015 ufficialmente.

## Trama
Dopo la sua sconfitta a Dol Guldur, Sauron ritorna a Mordor per riorganizzarsi per la guerra. La Terra Nera è sotto il controllo, al Cancello Nero, di un manipolo di soldati di Gondor, tra i quali Talion, un ramingo posto a guardia di quel posto, insieme a sua moglie Ioreth e a suo figlio Dirhael. Quella notte, Sauron attacca il Cancello Nero con i suoi Uruk, riprendendolo sotto il suo comando; i soldati di Gondor vengono uccisi tutti. Talion cerca di fuggire con la moglie e il figlio, ma vengono catturati dai Capitani Neri, i maggiori servi di Sauron dopo i Nazgûl. Il loro capo, la Mano Nera di Sauron, li uccide.
A questo punto - nel mondo a cavallo tra quello dei vivi e quello dei morti - Talion si risveglia e gli si presenta lo spettro di un Elfo, il quale lo informa che a causa di una maledizione la morte lo ha esiliato e che ora sono legati tra il mondo dei vivi e il regno spettrale; per spezzare la maledizione devono trovare il responsabile: la Mano Nera di Sauron. Attaccando un gruppo di Uruk, Talion usa i poteri dell'Elfo per sapere dove si trova la Mano Nera, e l'Uruk gli rivela che aveva uno schiavo, il quale giurava di averlo affrontato, e che lo ha venduto allo schiavista Gimûb. Eliminato l'Uruk, Talion scopre che lo schiavo è Hirgon, un suo vecchio amico che dieci anni prima aveva disertato al Cancello Nero, e che si è unito ai Reietti, Uomini che vivono in esilio a Mordor.
In quel momento Talion e lo spettro vedono una figura che li osserva di nascosto. La seguono in una caverna di Caragor, dove scoprono un medaglione: non appena Talion lo tocca, fluiscono nella sua mente ricordi frammentati dello spettro. Appena ripresosi, Talion deve vedersela con il Caragor della caverna e da un gruppo di cacciatori Uruk. Al termine dello scontro, scoprono che la strana figura è Gollum, un Mezzuomo corrotto dal potere dell'Unico Anello. La piccola creatura sembra poter vedere lo spettro, chiamandolo "Lucente Signore", e gli propone di ritrovare alcuni oggetti appartenuti a lui cosicché possa ritrovare la memoria; pur non fidandosi completamente di un essere così infido, i due acconsentono. Il nuovo cimelio è un diadema, il quale rivela allo spettro che un tempo lui era un grande signore degli Elfi e che aveva una famiglia. Un giorno venne da lui un signore magnanimo che gli offrì in dono un martello da fabbro di mithril. Tuttavia, i ricordi si interrompono e proprio in quel momento vengono attaccati da un branco di Ghûl, ma riescono a respingerli.
Al prossimo punto di incontro Gollum non si trova, ma ha lasciato delle tracce che conducono ad una caverna di Graug. Distratto l'enorme bestione, Talion si infiltra nella caverna e trova il manufatto, delle pinze da fabbro le quali rivelano che lo spettro non è altri che Celebrimbor, il più grande fabbro elfico della Seconda Era, noto per aver forgiato tramite i consigli di Annatar, il Signore dei Doni (in realtà Sauron travestito), gli Anelli del Potere, poi ucciso insieme a tutta la sua famiglia dallo stesso Sauron. Usciti dalla grotta rincontrano Gollum, e Celebrimbor capisce che Sauron lo rivuole affinché fabbrichi altri Anelli del Potere da dare ai suoi alleati. A questo punto Talion e Celebrimbor decidono di passare subito all'azione per cercare di avvicinarsi alla Mano Nera.
In un accampamento, Talion incontra Ratbag, un Uruk schernito dai suoi simili per la sua goffaggine, che si offre di aiutarlo ad incontrare la Mano Nera; per farlo Ratbag deve guadagnare più influenza sugli Uruk, prendendo il posto dei capitani uccisi da Talion, spacciandosi poi come il vero esecutore.
Il primo di essi è Goroth, che riescono ad eliminare facilmente grazie alla sua paura per i Caragor. Il secondo è Brogg: tuttavia egli è uno dei boia, ovvero Uruk che mantengono l'ordine nell'esercito di Sauron con ferrea disciplina evitando continue lotte intestine, e Ratbag viene imprigionato e pronto per essere giustiziato insieme agli altri perché ritenuto un intralcio. Ucciso anche Brogg, Ratbag dice a Talion che se andrà dal comandante, ovvero colui al quale Brogg rispondeva, lo sostituirà a lui come sua guardia del corpo, cosicché avrebbe trovato più informazioni sulla Mano Nera. Tuttavia, Ratbag scopre a sue spese che il comandante è Mogg, il gemello di Brogg, che furioso per la sua morte fa torturare Ratbag dai suoi carcerieri. Salvatolo ed eliminato anche Mogg, Ratbag diventa così il nuovo comandante; mentre gli altri quattro vengono uccisi da Talion per indebolire l'esercito di Sauron. A questo punto, Talion va nel nascondiglio dei Reietti, dove, insieme a Hirgon progettano di distruggere il Gorthaur, un oscuro monumento dedicato a Sauron (in Sindarin Gorthaur era il nome con cui veniva chiamato) che rappresenta il suo dominio sugli uomini.
In un accampamento degli Uruk riescono a prendere della polvere esplosiva e a salvare Eryn, la Reietta alla quale Hirgon si è legato. Grazie ad un carro di barili di grog riescono a far crollare il Gorthaur, in questo modo attireranno l'attenzione dei Capitani Neri. Talion, però è preoccupato per l'incolumità dei Reietti, perché un simile sacrilegio all'Oscuro Signore per i suoi servitori non resterà impunito, così ordina a Hirgon di farli uscire da Mordor. Alle rovine del Gorthaur, si presenta solo uno dei Capitani Neri, il Martello di Sauron. Alla domanda sul perché i comandanti non abbiano fatto nulla per impedire il sacrilegio, gli Uruk gli fanno "presentare" Ratbag come l'unico di loro sopravvissuto, e il Martello lo uccide di suo pugno per la sua inettitudine. Talion si fa avanti, tra lo stupore del Martello che lo riconosce come il ramingo che avevano catturato (soprattutto lui) al Cancello Nero, e dopo un duro scontro lo uccide, benché Celebrimbor avrebbe voluto sapere da lui qualcosa.
In quel momento compare Lithariel, un Umana del Mare di Núrnen e figlia della loro regina, Dama Marwen, la quale ha avuto una visione in cui sarebbero stati salvati solo dal Creatore d'Anelli, Celebrimbor. Arrivati a Núrn, una rigogliosa zona di Mordor grazie all'immenso lago, Talion e Celebrimbor incontrano l'anziana Marwen, la quale gli dice attraverso delle visioni che l'Oscuro Signore e il suo esercito marceranno su Mordor, ma risveglieranno un grande potere per impedirlo. Come primo passo, Dama Marwen dice a Talion di andare alla Cicatrice di Morgoth, sottrarre un altro manufatto di Celebrimbor ai Ghûl e trovare un Nano. Arrivato alla Cicatrice di Morgoth, Talion supera i Ghûl e trova la reliquia: il martello di mithril forgiato da Sauron e ricoperto con il sangue della famiglia di Celebrimbor. Il manufatto mostra quando Sauron creò l'Unico Anello, e quando se lo mise al dito, Celebrimbor e Galadriel scoprirono che li aveva traditi.
Per scappare dalla caverna, Talion arriva a fronteggiare una Matriarca Ghûl, ma sembra che per lui sia la fine, quando, proprio davanti all'entrata della caverna, qualcuno lo salva con un barile di polvere esplosiva. Quel qualcuno è Torvin, il Nano di cui aveva parlato Dama Marwen. Una volta presentati, Torvin informa Talion che anche lui è alla ricerca dei manufatti di Celebrimbor, e che uno di loro è custodito da un Graug più grande del normale, che oltretutto è colui che ha ucciso suo fratello Gorvin. Insieme a Torvin, che si rivela essere un cacciatore, Talion impara a domare i Caragor per usarli contro gli Uruk. Ritornato da Dama Marwen, costei gli spiega che se vuole essere libero dalla maledizione che lo unisce a Celebrimbor dovrà distruggere la Mano Nera e i suoi seguaci, e per farlo dovranno creare un esercito di Orchi per contrastare il loro. Per sapere come unire gli Uruk alla sua causa, volenti o nolenti, Talion, su consiglio della regina, si reca a una fortezza vicina, dove gli Uruk stanno giustiziando dei prigionieri.
Talion, grazie ai poteri di Celebrimbor, prende possesso delle menti di alcuni Uruk, mentre i restanti vengono uccisi. I prigionieri, i quali sapevano che sarebbe venuto, gli danno un altro manufatto, il diadema di Celebrimbor, il quale mostra la devastazione di Eregion ad opera di Sauron e che nonostante Celebrimbor opponesse una strenua resistenza, alla fine venne catturato dall'Oscuro Signore insieme alla sua famiglia e portati a Mordor. Ritornato da Dama Marwen, costei gli dice che per creare un esercito che sia degno di quello della Mano Nera, deve cercare un comandante, di modo che, una volta preso possesso della sua mente anche i suoi subordinati saranno ai suoi ordini. Talion, così, marchia i cinque comandanti di Núrnen e forma così il suo esercito. Più tardi rincontra anche Torvin che, in vista per il combattimento contro il possente Graug, gli insegna il modo per cacciarne uno normale. Proprio in quel momento arriva un branco di Uruk cacciatori e Talion fa una cosa impressionante: grazie ai poteri di Celebrimbor riesce a domare il Graug e ad usarlo contro gli Uruk, per poi ucciderlo.
Torvin, impressionato da ciò, decide che è giunto il momento che affrontino il possente Graug. Arrivati nella sua caverna scoprono che il Graug non c'è, così decidono di tendergli un'imboscata. Nella caverna, Talion trova un altro manufatto: uno scalpello da fabbro, il quale gli rivela come Celebrimbor fosse stato portato a Mordor e che Sauron lo abbia sottomesso grazie al potere dell'Unico Anello. Proprio in quel momento, il possente Graug rientra e fa svenire subito Torvin; Talion, dopo un combattimento nel quale usa tutta la sua astuzia, riesce a indebolirlo affinché lui e Torvin (ripresosi) lo uccidano, vendicando la morte del fratello del Nano. Ritornato da Dama Marwen, la Regina della Riva si rivela essere sotto il controllo di Saruman, lo Stregone Bianco: era stato lui a manipolare Marwen affinché potesse prendere Celebrimbor e usarlo per lo stesso motivo di Sauron, ma per sconfiggerlo e conquistare lui la Terra di Mezzo. Fortunatamente, Lithariel riesce a distruggere il bastone di sua madre, il collegamento tra lei e Saruman, e a liberarla dallo Stregone Bianco, facendola ringiovanire. Preoccupata per la salute di sua madre, Lithariel, insieme ad alcuni soldati e a Talion, si infiltra in un accampamento degli Uruk e prende la medicina. Poi pianifica un'imboscata ai porti di Núrnen, dove, però, viene catturata dalla Torre di Sauron.
Talion riesce a liberarla e escono dai porti. Ora che i preparativi sono pronti, grazie a delle navi degli abitanti, Talion e i comandanti Uruk partono per stanare la Mano Nera, mentre Dama Marwen e Lithariel si organizzano per andarsene da Mordor. Arrivato a Ered Glamhoth, Talion non trova la Mano Nera ma la Torre, il quale gli rivela che non c'è alcuna maledizione che lega lui e Celebrimbor, ma è lo stesso elfo a permettergli di vivere. Dopo un combattimento in cui la Torre utilizza i suoi poteri illusori per sconfiggere Talion, nascondendosi anche dietro il volto della moglie Ioreth, il ramingo lo trafigge finché il Capitano Nero non muore. Sentendosi ingannato anche da Celebrimbor, quest'ultimo afferma che si era legato a lui perché potesse avere vendetta, e rimane solo una cosa da fare per chiudere il cerchio: trovare la Mano Nera di Sauron.
Ritornati a Núrnen, scoprono che la città della gente di Marwen è stata saccheggiata. Nella casa della donna trovano Gollum, che è riuscito a nascondere agli Uruk l'ultimo manufatto di Celebrimbor: un altro diadema, il quale mostra a Talion che Celebrimbor, assoggettato al volere di Sauron, perfeziona l'Unico Anello; in realtà Celebrimbor ha solo finto di collaborare con Sauron e ha modificato l'Anello affinché funzioni anche su di lui; una volta indossato, Celebrimbor scappa da Sauron in cerca di un modo per sconfiggerlo. Talion fa appena in tempo a svegliarsi che schiva la pietra che Gollum stava per fargli cadere, in quanto li aveva aiutati solo per riprendersi l'Anello, ma, intimorito da Celebrimbor, scappa e li lascia per sempre. In quel momento Sauron risveglia Monte Fato perché sa dove i due si trovano. Insieme ai comandanti Uruk, Talion ritorna a Udûn, più precisamente al Cancello Nero, dove sconfigge i Cinque Artigli della Mano Nera per poi confrontarsi con il Capitano Nero. Quest'ultimo gli rivela che Celebrimbor, grazie al potere dell'Unico Anello, è riuscito a creare un esercito di Orchi da poter sfidare quello di Sauron, che partecipa personalmente alla battaglia, con accanto la moglie e la figlia dell'Elfo prigioniere.
Celebrimbor riesce ad avere la meglio su Sauron, ma l'Oscuro Signore, dato che nell'Unico scorre buona parte della sua essenza, riesce a toglierlo da Celebrimbor e a sconfiggerlo. Sconfitto, Celebrimbor vede sua moglie e sua figlia venire uccisi da Sauron sotto i suoi occhi, prima di essere lui stesso ucciso dal martello di mithril che l'Oscuro Signore, un tempo, gli aveva donato. A quel punto, la Mano Nera assorbe lo spirito di Celebrimbor non prima di essersi tolto la vita per far sì che il suo signore possa prendere possesso del suo corpo (dato che Sauron dopo la caduta di Numenor (avvenuta dopo la forgiatura dell'unico) perse il suo potere di cambiare forma potendo solo possedere i corpi dei numenoreani neri più potenti).
Con l'immenso potere preso dalla Mano nera ormai esangue e da Celebrimbor Sauron riesce a riprendere la sua forma fisica. L'Oscuro Signore di Mordor si appresta ad uccidere Talion; tuttavia, Celebrimbor ostacola Sauron dall'interno permettendo a Talion di riunirsi al suo compagno e sconfiggerlo. Raggiunto finalmente il loro obbiettivo, Celebrimbor è pronto a lasciare Talion, così entrambi avranno finalmente pace. Tuttavia, il ramingo lo persuade dicendogli che ora che Sauron, seppur indebolito, è ritornato non potranno riposare finché non avranno fatto qualcosa per fermarlo. Guardando l'Orodruin in fiamme all'orizzonte, Talion dichiara di forgiare un nuovo Anello.

## DLC

### Signore della Caccia
Talion viene chiamato da Torvin a Núrn per un grosso problema: cinque capitani Uruk sono riusciti a domare tre specie delle bestie più selvagge di Mordor; si fanno chiamare i Domatori. Il primo di essi è Tûmhorn, che vuole domare i Caragath, variante dei Caragor in grado di nascondersi nell'ombra. Dopo essere riuscito a domare uno di questi esemplari, Talion libera gli altri prigionieri in un accampamento, e insieme a Torvin ne assalgono un altro. Poi però Torvin rivela a Talion che gli Uruk hanno saccheggiato il suo accampamento prendendo la polvere esplosiva e l'ascia di suo fratello. Più preoccupato per l'uso che farà Sauron della polvere che ritrovare l'ascia, Talion perlustra tre siti degli Uruk, non riuscendo però a trovarla, in compenso Torvin ha ritrovato l'ascia di suo fratello, e rivela al ramingo che solo il contrabbandiere Ashgarn, uno dei domatori, può trasportare qualcosa di così importante come la polvere esplosiva. Talion uccide così prima i corrieri e poi l'Uruk, e successivamente Tûmhorn, liberando i Caragath dai loro propositi. Dopo, Torvin informa Talion che le squadre di sterminio del capitano Zügor, conosciuto come il Macellaio, stanno uccidendo indiscriminatamente i Ghûl, facendoli diventare più aggressivi e riuscendo a uscire da sottoterra anche con la luce del sole. L'unico modo per fermarli è uccidere tre delle loro matriarche, in modo da non avere più una guida. Debellata per il momento la minaccia dei Ghûl, il prossimo obbiettivo di Talion e Torvin sono Zügor e le sue squadre di sterminio. Talion, per facilitare la situazione, decide di domare uno dei Graug orrendi, Graug in grado di sputare il veleno tossico dei Ghûl, per uccidere gli Uruk e il loro comandante. Poi è il turno di Ügakûga, che è riuscito a domare un Graug orrendo - da lui chiamato "Calpestino". Talion fa emergere i Ghûl dalle loro tane, scatenando il caos tra gli Uruk, facendogli uccidere la cavalcatura di Ügakûga per poi sconfiggere il comandante. Ora ne rimane solo uno: Shagflak. Torvin rivela che questo Uruk è riuscito a farsi accettare dai Ghûl e che adesso li comanda, quindi propone a Talion un'idea: usare i suoi poteri per soggiogare i Ghûl e usarli contro il comandante. Seguendo la strategia di Torvin, Talion si impossessa dei Ghûl di Shagflak che si dà alla fuga, ma viene di nuovo raggiunto dal ramingo e ucciso. Finalmente debellata la minaccia dei Domatori, Torvin saluta Talion e parte per tornare alla sua casa nei Monti Azzurri.

### Il Lucente Signore
Dopo aver rubato l'Unico Anello a Sauron, Celebrimbor decide di usare il suo potere per sottomettere gli Orchi di Udûn alla sua volontà, formando un esercito per contrastare l'Oscuro Signore. Come primo passo, Celebrimbor marchia tre dei cinque capitani della regione, costruendo delle torri nelle terre conquistate come sfida a Sauron. Tuttavia, i suoi capitani vengono catturati e condannati a essere giustiziati dagli altri due. Celebrimbor, per niente intimorito, ferma l'esecuzione e marchia gli ultimi due comandanti. A questo punto, con tutte le forze di Udûn in suo potere, Celebrimbor dichiara guerra a Sauron. Il Signore degli Anelli gli si presenta davanti di persona, e i due cominciano un brutale duello. Inizialmente Celebrimbor è in vantaggio, ma Sauron spezza la sua volontà sui cinque capitani riportandoli dalla sua parte. Alla fine Celebrimbor riesce a sconfiggere Sauron ma, proprio mentre sta per dargli il colpo di grazia, l'Oscuro Signore richiama a sé l'Unico Anello e sconfigge Celebrimbor. Di nuovo nelle grinfie di Sauron, Celebrimbor lo vede uccidere sua moglie e sua figlia davanti ai suoi occhi, per poi venire ucciso egli stesso con il martello di mithril donatogli molto tempo fa da Sauron con cui forgiò gli Anelli del Potere. Celebrimbor viene maledetto e il suo spirito legato a Mordor fino a che l'Unico Anello non verrà distrutto.
La scena si sposta quando la Mano Nera di Sauron compie il rituale per evocare Celebrimbor uccidendo Talion e la sua famiglia. Il Creatore d'Anelli si lega a Talion, rivelando di non aver perso la memoria e quindi di usare Talion nella sua vendetta contro Sauron.

## Personaggi
- Talion: capitano dei raminghi al comando del Cancello Nero. Attraverserà tutta Mordor insieme a Celebrimbor per vendicarsi e fiaccare gli eserciti del male con la paura e la spada eliminando i Comandanti degli Uruk. Tra le armate di Sauron è conosciuto con il terribile soprannome di "Senzamorte".
- Celebrimbor: lo spettro dell'antico Sire elfico della Seconda Era conosciuto come il Creatore d'Anelli. Salva Talion dalla morte per farsi aiutare a ritrovare i suoi antichi ricordi e vendicarsi dell'Oscuro Sire di Mordor che sotto le mentite spoglie di Annatar il signore di doni gli regalò un martello di mithril con cui Celebrimbor forgiò gli Anelli del Potere di Elfi, Uomini e Nani e che poi lo uccise insieme a sua moglie e sua figlia.
- Ioreth: la moglie di Talion. In passato ha avuto uno screzio con un nobile di Gondor che voleva prenderla per sé, ma Talion l'ha salvata, purtroppo uccidendolo, ma ha voluto seguirlo fino al Cancello Nero pur di rimanere al suo fianco.
- Dirhael: il figlio di Talion. Cerca di diventare un ramingo proprio come suo padre, e da questi è allenato.
- Hirgon: ramingo di Gondor, era uno dei migliori amici di Talion, prima che disertasse dal Cancello Nero per andare a vivere con i Reietti, un gruppo di disertati da Gondor come lui. Con il ritorno di Sauron, trasformerà i Reietti in una forma di resistenza contro gli Uruk di Mordor.
- Gollum: un mezzuomo che cadde nel malefico potere dell'Unico Anello e da esso trasformato in una figura abietta e insidiosa che continua a cercare il suo "Tessoro". Aiuterà Talion e Celebrimbor a recuperare le memorie dell'Elfo, ma solo perché crede che il ramingo abbia l'Unico.
- Dama Marwen: conosciuta come la Regina della Riva, guida i corsari del Mare di Núrnen contro gli Uruk di Sauron. In passato cercò consiglio da Saruman il Bianco, ma egli la possedette facendola diventare una sua pedina per catturare Celebrimbor; verrà salvata da sua figlia Lithariel che distruggerà il suo bastone, collegamento tra lei e lo Stregone Bianco.
- Lithariel: figlia di Dama Marwen, è a capo dei soldati del suo popolo. Da quando sua madre è stata posseduta da Saruman (pensando che fosse una misteriosa malattia) Lithariel cercherà di curarla in tutti i modi. Alla fine ci riuscirà, rompendo il bastone di sua madre che fungeva da collegamento con Saruman.
- Torvin: è un Nano cacciatore alla ricerca anche lui dei manufatti di Celebrimbor. Un tempo lui e suo fratello Gorvin erano dei grandi cacciatori, questo finché il Grande Graug Bianco non lo uccise, e Torvin, a causa delle ferite, non poté fare niente per il fratello. Da allora medita vendetta contro il Graug, che otterrà una volta incontrato Talion. Come cavalcatura utilizza uno dei rari Caragor feroci.
- Ratbag: è un Uruk che viene continuamente preso in giro dai suoi simili per il fatto di non riuscire a combinare niente. Incontrato Talion cercherà la possibilità di riscattarsi cercando di diventare un comandante, anche al costo di tradire la sua gente alleandosi con il suo peggior nemico. Una volta riuscito a diventare comandante la sua carriera durerà poco, in quanto il Martello di Sauron lo ucciderà dato che era l'unico sopravvissuto dei comandanti dopo che Talion, insieme ai Reietti, ha distrutto il Gorthaur.
- Saruman: lo Stregone Bianco a capo del Bianco Consiglio, in realtà cerca di conquistare la Terra di Mezzo facendo il doppiogioco con Sauron. Quando Dama Marwen cercherà il suo aiuto, costui la possederà per cercare di trovare Talion per poter prendere Celebrimbor, grazie al quale potrà forgiare abbastanza Anelli del Potere da poter contrastare apertamente Sauron. Verrà fermato da Lithariel, abbandonando il corpo della madre facendola ringiovanire.
- Il Martello di Sauron: primo dei Capitani Neri ad essere incontrato da Talion al Cancello Nero insieme alla Torre. Rappresenta la forza in combattimento di Sauron. È un uomo pallido, dagli occhi rossi e rivestito completamente da una corazza nera. Un tempo era uno dei lettighieri di Gondor presenti dopo la Battaglia di Dagorlad dove, mentre recuperava i feriti, venne attirato dalla mazza da combattimento di Sauron dopo che fu sconfitto da Isildur. Una volta presa la possente arma un'enorme ondata di malvagità e ira presero possesso del suo animo, facendolo diventare il più violento soldato di Sauron.
- La Torre di Sauron: secondo dei Capitani Neri ad essere incontrato, decisamente più ragionevole del Martello: infatti non approva che il Capitano colpisca a morte Talion con la sua mazza dicendogli che la Mano Nera lo vuole vivo. Rappresenta la crudeltà di Sauron. È un Númenóreano Nero dall'aspetto grottesco e raccapricciante: indossa un'armatura che è letteralmente attaccata al corpo, segno del suo essere un maestro del dolore, con la pelle di due facce umane sulle spalle. Il Capitano Nero combatte con delle illusioni per far cadere il nemico nello sconforto. Per sconfiggerlo Talion dovrà prosciugarlo più volte, fatto ciò si rifugerà nella sua fortezza dove si presenta come Ioreth, la moglie di Talion, ma il ramingo, non cadendo nell'inganno, lo trafigge a morte.
- La Mano Nera di Sauron: terzo e più pericoloso dei Capitani Neri ad essere affrontato da Talion e colui che il ramingo cerca per vendicare la morte dei suoi cari. Rappresenta le menzogne di Sauron. È un uomo alto e pallido con gli occhi rossi simili a quelli dell'Oscuro Sire e coperto da un lugubre mantello nero. Ai suoi ordini ci sono i Cinque Artigli della Mano Nera, Uruk scelti appositamente da lui che rappresentano la sua guardia. Le sue origini sono avvolte nel mistero e nella menzogna (c'è chi crede che sia l'assassino dei due Istari blu), ma verso la fine si scopre che è un Uomo posseduto dallo spirito di Sauron.
- Sauron: l'Oscuro Sire di Mordor, tornato dopo la sua sconfitta a Dol Guldur per mano del Bianco Consiglio, vuole riportare in vita Celebrimbor per forgiare nuovi Anelli del Potere da distribuire ai suoi alleati con cui ricominciare la sua campagna di conquista della Terra di Mezzo. Per fare ciò si serve dei Capitani Neri e degli Uruk. Riprenderà possesso delle sue sembianze quando la Mano Nera si suicida e assorbendo lo spirito di Celebrimbor per eliminare Talion; tuttavia, Celebrimbor riuscirà a contrastarlo per permettere a Talion di cacciarlo dal corpo della Mano Nera e sconfiggerlo.

## Audio

### Colonna sonora
La colonna sonora del gioco, ad opera di Nathan Grigg e Garry Schyman, è composta da 50 tracce.

### Doppiaggio
| Personaggio         | Doppiatori originali | Doppiatori italiani           |
| ------------------- | -------------------- | ----------------------------- |
| Talion              | Troy Baker           | Francesco De Francesco        |
| Celebrimbor         | Alastair Duncan      | Roberto Draghetti             |
| Ioreth              | Laura Bailey         | Francesca Manicone            |
| Dirhael             | Jack Quaid           | Emanuele Ruzza                |
| Hirgon              | Travis Willingham    | Edoardo Stoppacciaro          |
| Eryn                | Emily O'Brien        |                               |
| Dama Marwen         | Claudia Black        |                               |
| Lithariel           | Abigail Marlowe      |                               |
| Ratbag              | Phil LaMarr          | Luca Graziani                 |
| Gollum              | Liam O'Brien         | Francesco Vairano             |
| Galadriel           | Jennifer Hale        |                               |
| Torvin              | Adamo Croasdell      | Pierluigi Astore              |
| Saruman il Bianco   | Roger Jackson        | Fabrizio Temperini            |
| Sauron              | Steve Blum           |                               |
| Mano Nera di Sauron | Nolan North          | Mimmo Strati                  |
| Martello di Sauron  | John DiMaggio        |                               |
| Torre di Sauron     | JB Blanc             |                               |
| Orchi               |                      | Mimmo Strati Pierluigi Astore |

## Sequel
Nel gennaio 2017 viene annunciato il seguito, intitolato La Terra di Mezzo: L'ombra della guerra.